# バーチャル美少女ねむ
バーチャル美少女ねむ（バーチャルびしょうじょねむ）は、個人系バーチャルYouTuber。メタバース文化エバンジェリスト、HTC公式VIVEアンバサダー、VTuber企画プロデューサー、ブロガー、暗号通貨投資家、作家、歌手としても活動している。

## 概要
2017年末に起こったブームの以前からバーチャルYouTuber（以下、VTuber）として活動しており、個人が運営するVTuberとしては世界最古であると自称している。名前の由来は仮想通貨のNEM。
2020年1月には、NHKねほりんぱほりん 「バ美肉おじさん」特集にゲスト出演し、バ美肉（バーチャル美少女受肉）を日本的な見立ての文化と捉える「美少女は枯山水」のセリフが話題となった。
VTuber企画プロデューサーとして「バ美肉紅白」、「バーチャル雪まつり」など各種イベントをプロデュースしている。
VTuberの枠を超えて、作家として賞を受賞したりメタバース文化エバンジェリストとして活躍しており、2023年12月にはMoguLive編集部が主催する「MoguLive VTuber Award 2023」で「今年最も輝いたVTuber」に選出された。

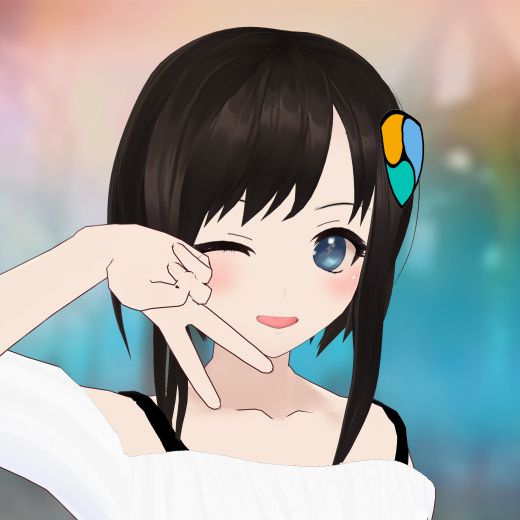
3次元美少女モード。VRにおける活動に利用している3Dモデル「バーチャル美少女ねむ【マイナル弐式】」。

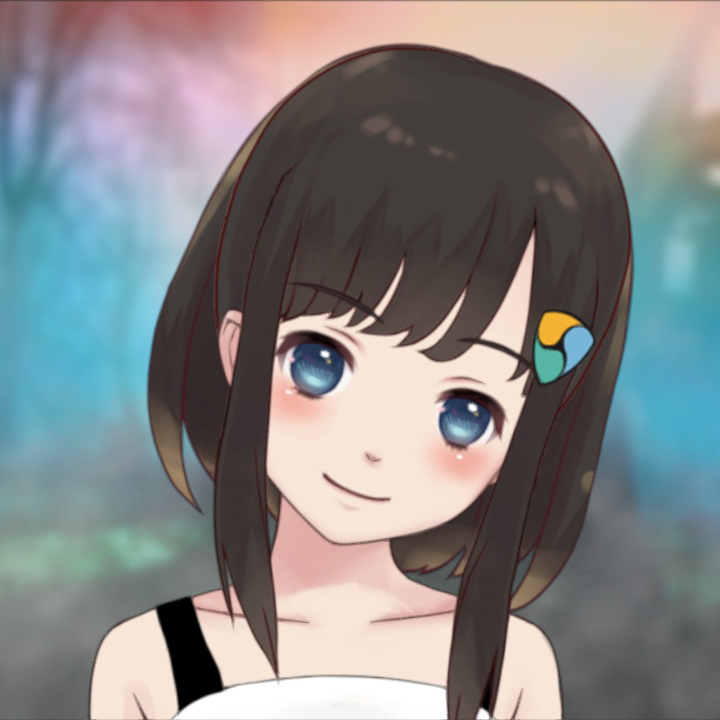
2次元美少女モード。表情認識による動画に使用する2Dモデル。Live2Dサンプルモデル「Epsilon」を原型としている。

### アバター伝道活動
アバターは、FaceRigによる表情認識で利用する2Dモデル「二次元美少女モード」と、Virtual CastやVRChatなどVR配信で使用する3Dモデル「三次元美少女モード」を用途に応じて使い分けている。
アバターにより自己のアイデンティティを自在にデザインできる「アイデンティティのコスプレ」、魂同士の本質的なコミュニケーションが加速される「コミュニケーションのコスプレ」、多面的な経済参加（分人経済）が可能になる「経済のコスプレ」の３つにより、人類にとって"進化"とも言うべき革新が訪れる、としている（メタバース進化論）。また「なりたい自分」を自由に選べるようになると可愛いキャラクターの姿を選ぶ人が増えるという仮説を検証するプロジェクト「人類美少女計画」を推進している。。
2022年12月には、一般社団法人VRMコンソーシアムより「アバター文化の発展に最も貢献したバーチャルキャラクター」として、2020年のキズナアイ以来の「アバターアワード特別功労賞」を授与された。
2024年10月、産業技術総合研究所（産総研）が設置した「アバター国際標準化の国内検討委員会」の委員に就任した。 就任にあたり「なりたい自分になれる権利の確立に向けて」と題してメッセージを発表し、アバターの多様性について柔軟な価値観をもった日本から国際標準化の動きが起こったことの意義を強調した。

### 作家として
2019年1月に小説の執筆・出版資金を集めるクラウドファンディングを行い、目標金額の400%を達成した。その後、バーチャルYouTuberをテーマとし、人類進化の可能性を描いた『仮想美少女シンギュラリティ』を出版。『このセルフパブリッシングがすごい！ 2020年版』読者ランキングで第3位に入選、Amazon売れ筋ランキング「小説・文芸」部門で1位を達成した。
2022年3月に技術評論社から単行本として出版したメタバース解説書『メタバース進化論――仮想現実の荒野に芽吹く「解放」と「創造」の新世界』は、Amazon売れ筋ランキング「マルチメディア」部門で1位を達成し、発売3ヶ月で6刷重版が決定した。「ITエンジニア本大賞2023」ビジネス書部門で大賞を受賞した。

### メタバース文化エバンジェリストとして
YouTubeやnoteでVR技術やメタバースの文化を紹介する活動を行っており、各局テレビ番組のメタバース特集にも出演している。
2020年5月にはVR機器「VIVE」を製造するHTC社の「公式VIVEアンバサダー」に選出された。
2021年10月にはメタバースのユーザー1,200名を調査した生活実態調査レポート「ソーシャルVR国勢調査2021」をスイス・ジュネーブ大学の人類学者Ludmila Bredikhinaと共に発表した。
2022年10月8日には、国際連合の国際会議「IGF京都2023」において、「メタバース住人との対話――新たなアイデンティティとダイバーシティ」と題して英語で講演を行った。

## 来歴

### 2017年
- 9月11日、TwitterアカウントとYouTubeチャンネルを開設し、活動を開始[38]。

### 2018年
- 2月6日、チャンネル登録者が多いトップ11～20のバーチャルYouTuberを紹介する記事内で、バーチャルYouTuberランキング第18位として紹介された[39]。
- 10月13日、「VTuberハッカソン2018 横須賀」にて開会の挨拶を行った[40]。

### 2019年
- 1月9日、小説の制作出版費用を集めるためのクラウドファンディングを開始[17]。最終的に目標の400%を達成[18]。
- 5月1日、バーチャルYouTuberをテーマとした小説『仮想美少女シンギュラリティ』を出版[18]。

### 2020年
- 1月8日、NHKねほりんぱほりん 「バ美肉おじさん」特集にゲスト出演[3][4]。
- 2月27日、小説『仮想美少女シンギュラリティ』が『このセルフパブリッシングがすごい！ 2020年版』読者ランキングで第3位入選[19]。
- 5月15日、VR機器「VIVE」を製造するHTC社の「公式VIVEアンバサダー」に他7名とともに選出[32]。
- 6月4日、クラウドファンディングで資金調達を行い「バ美肉」をテーマとした新曲「ココロコスプレ」を発表。歌唱コンテストや音楽ライブを実施[41][42][43]。
- 6月13日、Ludmila Bredikhinaと共にレポート「新型コロナはバーチャルコミュニケーションを加速したか」発表[44]。
- 8月30日、音楽ライブ「バ美肉紅白」を共催[5]。
- 9月3日および9月21日、フランス日刊紙「Libération」の記事「この少女の裏には誰が隠れているの？」「バーチャル異性装が日本でブームに」で取り上げられた[45][46]。
- 10月31日、VIVEアンバサダーによるハロウィンライブ「REVIVE」をプロデュースし自身も歌手として出演[47]。
- 11月13日、文化庁の「文化芸術活動の継続支援事業」でコロナ禍における｢より積極的な取組を行う個人事業者｣として認定されたことを自身のnoteで公表[48]。
- 11月17日、テレビアニメ「無限のリヴァイアス」21周年を記念したファンMVを公開し、主題歌「dis-」の歌手「有坂美香」とコラボした歌唱コンテストを実施[49]。
- 12月26日、小説『仮想美少女シンギュラリティ』がAmazon売れ筋ランキング「小説・文芸」部門で1位を記録[50][20]。

### 2021年
- 1月4日、朝日新聞の第1社会面でインタビュー記事「コロナ時代に容姿を造る時代」掲載[51][52]。
- 2月4日、さっぽろ雪まつり現地開催中止を受け「バーチャル雪まつり2021」をプロデュース[6][7]。開会式・フェス・閉会式の司会を務め歌唱も披露した[53][54][55]。閉会式では東雲めぐと共演。
- 3月22日、CryptoGamesから「ブロックチェーンに精通したVtuber」としてNFTを発行し即日完売[56][57]。
- 4月19日、コンピレーションアルバム『ヴァーチャル：スタァゲイザー』でCDデビュー。新発売された表情認識デバイス「VIVEフェイシャルトラッカー」を使用した世界初のMV「Virtual Stargazer」を公開[58][59]。
- 5月31日、ねとらぼに記事『バーチャルセックスで人類は滅ぶのか』を寄稿。はてなブックマーク総合１位を記録[60][61]。
- 6月30日、CryptoGamesとコラボし、VIVEアンバサダー10名による「世界初・集めると増える！？ボイス付きトレカNFT」を発売[62]。
- 7月24日、音楽フェス・VTuberオリ曲ライブ「ALLELOSPHERE REV.01」にまりなす、響木アオ、シスタークレアらと共にゲスト出演。イベントのVRアドバイザーも務めた[63][64][65]。
- 8月27日、クラウドファンディングで資金調達し、VR感覚(ファントムセンス)をテーマにした新曲「ファントムセンス」とVR感覚を疑似体験できる360°MVを公開。歌唱コンテストや音楽ライブ「ファントムセンス Night of Awakening」を実施[66][67][68][69]。
- 10月1日、PANORAで1万字を超えるロングインタビュー「個人勢VTuberがVRChatで過ごす理由　バーチャル美少女ねむ1万字インタビュー」掲載[70]。
- 10月28日、Ludmila Bredikhinaと共にソーシャルVRのユーザー1,200名を調査した生活実態レポート「ソーシャルVR国勢調査2021」を発表[71][72][33][34][35]。
- 11月13日、オランダ・アムステルダムのVR技術会議「VRDAYS EUROPE 2021」登壇[73]。
- 12月22日、一般社団法人VRMコンソーシアムのファッションコンテスト「アバターアワード2021」で12名のファイナリストの一人としてランウェイウォークを披露した[74]。

### 2022年
- 1月21日、東京大学の稲見昌彦教授と対談イベント「メタバースでの自在化身体」を開催[75][76]。
- 3月19日、NHK「令和ネット論」の第１回放送「NFT&メタバース」特集にゲスト出演[29]。
- 3月19日、メタバース解説書『メタバース進化論』を出版[21][22][77]。Amazon売れ筋ランキング「マルチメディア」部門1位を達成し、発売３ヶ月で６刷重版が決定した[23][24][25]。代官山蔦屋書店とコラボし、メタバース内で『メタバース進化論』の書籍を読むことのできるVRChatワールド「メタバースWith代官山 蔦屋書店」を公開[78][79]。
- 4月11日、NHKバラエティ番組「阿佐ヶ谷アパートメント」の特集「仮想空間メタバースの世界」に出演。芸能人の飯尾和樹（ずん）を案内してメタバースの文化を紹介[28][80]。
- 5月6日、文化庁・文化審議会の文化経済部会 基盤・制度ワーキンググループに対し、メタバースおよびNFTについて助言とデータ提供を行った[81][82]。
- 6月15日、東京大学稲見昌彦教授の大学院講義 「人工現実感特論」でゲスト講師としてメタバースの文化について解説したと自身のnoteで発表した[83]。
- 8月7日、DMM.com会長亀山敬司と対談「昼は一般会社員。「バーチャル美少女」とは何者か[84]。
- 9月30日、NHK「所さん！事件ですよ」のメタバース特集「演歌の女王が 自宅でまさかの!?」に出演。所ジョージをメタバースに案内した[85][86]。
- 10月1日、クラウドファンティングで資金調達を行い「メタバースで生きていく」をテーマとした楽曲「メタバースデイ」を発表、秋葉原駅前のオノデンMXビジョンで一ヶ月間のMV放映を行った[87][88][89]。秋葉原のツクモパソコンではVR体験イベント「メタバースデイな体験会」[90]を、秋葉原の書泉ブックタワーでは特典本発売イベントを実施[91]。歌唱コンテストや音楽ライブ「メタバースデイ・パーティ」も実施した[92]。
- 10月26日、国際連合管轄下のフォーラム「日本インターネットガバナンスフォーラム2022」で「メタバース時代のインターネットガバナンス」と題して基調講演[93][94]。
- 11月8日、Ludmila Bredikhinaと共にメタバースのユーザー900名のハラスメント実態を調査したレポート「メタバースでのハラスメント」を発表[95][96][97]。
- 11月20日、テレビ東京「田村淳のTaMaRiBa」の特集「メタバース移住」に出演[30]。メタバースの経済について議論した。
- 11月21日、内閣府「メタバース官民連携会議」にてゲストスピーカーとして登壇[98]。“住人”の声を聞いて進めてほしいと提言した。
- 11月23日、メタバースでのセクハラの実態について報道番組「ABEMA Prime」に生出演[31][99]。西村博之と共演した。
- 12月1日、オランダ・ロッテルダムの国際VR技術会議「VRDAYS EUROPE 2022」登壇[100][101]。
- 12月2日、人間中心設計推進機構主催の「HCD-Netフォーラム2022」で「メタバースに生きる新人類との付き合い方」と題して基調講演[102][103]。
- 12月21日、人類の進化を探究する「メタ・サピエンス」プロジェクトでメディア美学者武邑光裕と対談「リアルとメタバースの二重生活が定着したとき、人類に革命が起こる」[104]。
- 12月22日、一般社団法人VRMコンソーシアムのファッションコンテスト「アバターアワード2022」で「アバター文化の発展に最も貢献したバーチャルキャラクター」として、2020年のキズナアイ以来の特別功労賞が与えられた[14][15]。
- 12月31日、MoguLive編集部が主催する「MoguLive VTuberアワード2022」で「今年最も輝いたVTuber」7位に選出された[105][106][107]。また「今年心に残ったVTuberオリジナル楽曲」でオリジナル曲「メタバースデイ」がピックアップされた[108]。

### 2023年
- 2月8日、日本デジタル空間経済連盟が主催するビジネスカンファレンス「Digital Space Conference 2023」で行われた「メタバース討論会」に出演。成田悠輔・せきぐちあいみ・なかやまきんに君・たんぽぽと共演した[109]。
- 2月9日、著書『メタバース進化論』で「ITエンジニア本大賞2023」ビジネス書部門の大賞を受賞した[26][27]。
- 3月19日、NHKニュース番組「おはよう日本」の特集『仮想世界「メタバース」でのハラスメント："メタハラ"の実態に迫る』に出演、メタバース上でのハラスメント（メタハラ）に関してインタビューに応じた[110]。
- 3月25日、経済誌「Forbes JAPAN」5月号「最高の働き方を探せ！」の特集で「注目のクリエイター100」に選出された[111]。
- 4月20日、大賞受賞を記念して窓の杜で2万字に及ぶロングインタビューが掲載された[112]。
- 4月20日、2023年度の高校「情報」科目の副教材『情報 最新トピック集 2023 高校版（日本文教出版）』で『メタバース進化論』より「メタバースの定義」が全文掲載されたと発表した[113]。
- 6月7日、リアルサウンドにて対談連載企画「アフターメタバース ～進化論のその先へ～」が開始した[114]。第１弾はnote CXOの深津貴之氏[115]。
- 6月19日、マサチューセッツ工科大学（MIT）准教授ポール・ロケ氏による日本独自のメタバース観を分析した論考において著書『メタバース進化論』が取り上げられた[116]。
- 7月10日、進研模試の問題で著書『メタバース進化論』が採用された[117]。
- 10月8日、国際連合の国際会議「インターネット・ガバナンス・フォーラム京都2023（IGF京都2023）」で「メタバース住人との対話――新たなアイデンティティとダイバーシティ」と題して英語で講演を行った[36][37]。
- 11月9日、Ludmila Bredikhinaと共に全世界のソーシャルVRユーザー2,000名を対象に行った大規模公開アンケート調査「ソーシャルVRライフスタイル調査2023」のレポートを公開した[118][119]。また、レポートを題材として「仮想現実での生き方」を考えるnote投稿企画を開催した[120]。
- 12月30日、MoguLive編集部が企画した「MoguLive VTuber Award 2023」で「今年最も輝いたVTuber」に選出された[8]。さらに「今年心に残ったVTuber動画」[121]「今年心に残ったVTuber生放送」[122]でも１位となり３冠を達成した。

### 2024年
- 1月19日、日本デジタル空間経済連盟「メタバース・リテラシー・ガイドブック」策定委員として参画した[123]。
- 1月31日、メタバースチャリティライブ「EXISTENCE」を主催。宇推くりあ等と共に歌唱を披露して総参加者2,200名を集め、総支援額27万円を「日本赤十字社 令和６年能登半島地震災害義援金（石川県、富山県）」に寄付したと発表した[124][125]。
- 2月6日、HTCの公式メディア「VIVERSE Blog」とコラボし、ねむのメタバース活動を題材にした日本語・英語での連載シリーズが開始された。第一弾として「VR睡眠」の記事が公開された[126][127]。
- 2月16日、テレビ朝日「金曜日のメタバース」のメタバース飲み屋街「ポピー横丁」特集で案内役を務めた[128]。
- 2月22日、日本デジタル空間経済連盟が主催するビジネスカンファレンス「Digital Space Conference 2024」で行われたセッション「デジタル空間の現在と未来」に出演[129]。
- 3月25日、経済誌「Forbes JAPAN」2024年5月号の特集「異分野の先鋭たちに問う AI時代の『働く』と生き残る人材の条件」でインタビュー記事が掲載された[130]。
- 4月14日、NHK「最深日本研究〜外国人博士の目〜」で放送されたLudmila Bredikhinaの独占ドキュメンタリーに出演。美少女アバターの可能性についてLudmilaと対談を行った[131]。
- 5月12日、ドイツの国際TV放送のニュース番組「DW News」で放送された日本のVTuber特集「VTuber – Anonymous Superstars（匿名のスーパースターたち）」でおめがシスターズやホロライブと共に活動が紹介された。「バーチャルパフォーマーが直面する課題」としてレポート「メタバースでのハラスメント」が取り上げられた。さらにテクノロジーがもたらす新たな自由の形としてねむのMV「メタバースデイ」が放送された[132]。
- 8月28日、自身が4章を執筆した『VTuber学』が岩波書店より発売され、その4日後にはAmazon売れ筋ランキング「メディアと社会」「社会一般関連書籍」「情報社会」の3部門で1位、さらに発売5日後には第3刷重版が決定した[133]。
- 9月9日、『メタバース進化論』の韓国語版を『AIメタバース進化論 ～ホモ・メタバース、仮想現実の荒野に芽吹く「解放」と「創造」の新世界～』と題して韓国ITDAM BOOKSより発売開始した[134]。
- 10月24日、産業技術総合研究所（産総研）が設置した「アバター国際標準化の国内検討委員会」の委員に就任した。 就任にあたり「なりたい自分になれる権利の確立に向けて」と題してメッセージを発表しアバターの多様性について柔軟な価値観をもった日本から国際標準化の動きが起こったことの意義を強調した[16]。
- 11月15日、韓国ソウル大学日本研究所が主催した国際シンポジウム「情報社会と日韓社会」で「すべてがVになるーーVTuber現象が人類の魂を解き放つ」と題して講演を行った[135]。
- 11月25日、Ludmila Bredikhinaと共に大規模定性公開アンケート調査「メタバースでのアイデンティティ」のレポートを公開した[136][137][138]。
- 12月21日、朝日新聞様夕刊の2面に掲載された記事『個性も恋愛も変えるメタバースの可能性』でねむの活動内容が大きく紹介された[139]。

## 著作一覧
| ジャンル | 作品名                                                                                     | 出版年月日                | 出版形態                 | 備考 |
| -------- | ------------------------------------------------------------------------------------------ | ------------------------- | ------------------------ | --- |
| 小説     | 『仮想美少女シンギュラリティ』                                                             | 2019年5月1日、VTuber文庫  | ペーパーバック、電子書籍 | 『このセルフパブリッシングがすごい！ 2020年版』読者ランキング第3位入選 Amazon売れ筋ランキング「小説・文芸」部門1位     |
| 単行本   | 『メタバース進化論――仮想現実の荒野に芽吹く「解放」と「創造」の新世界』                     | 2022年3月19日、技術評論社 | 単行本、電子書籍         | Amazon売れ筋ランキング「マルチメディア」部門1位発売3ヶ月で6刷重版が決定 ITエンジニア本大賞2023ビジネス書部門大賞を受賞 |
| 共著     | 『VTuber学』                                                                               | 2024年8月28日、岩波書店   | 単行本、電子書籍         | Amazon売れ筋ランキング「メディアと社会」「社会一般関連書籍」「情報社会」の3部門で1位、発売5日後には第3刷重版が決定     |
| 単行本   | 『AIメタバース進化論――ホモ・メタバース、仮想現実の荒野に芽吹く「解放」と「創造」の新世界』 | 2024年9月9日、ITDAM BOOKS | 単行本                   | 『メタバース進化論』韓国語版                                                                                           |

## ディスコグラフィ

### シングル
|     | タイトル                 | 発売日        | 楽曲制作者                                                                             | 規格                       | 備考                                                                   |
| --- | ------------------------ | ------------- | -------------------------------------------------------------------------------------- | -------------------------- | ---------------------------------------------------------------------- |
| 1st | でぃーぷ☆らーにんぐ      | 2019年2月28日 | 作曲 : Kapruit 作詞 : Kapruit + バーチャル美少女ねむ 歌 : バーチャル美少女ねむ         | デジタル・ダウンロード     |                                                                        |
| 2nd | ココロコスプレ           | 2020年6月4日  | 作曲 : Kapruit 作詞 : ニルス/九泉似亜 + バーチャル美少女ねむ 歌 : バーチャル美少女ねむ | デジタル・ダウンロード     | クラウドファンディングで楽曲とMVを制作                                 |
| 3rd | キミノキオク             | 2020年8月13日 | 作曲 : Kapruit 作詞・歌：バーチャル美少女ねむ                                          | デジタル・ダウンロード     | 「Virtualic Nation」収録                                               |
| 4th | Virtual Stargazer        | 2021年4月19日 | 作詞・作曲：Maggg-Nolia 歌・作詞原案：バーチャル美少女ねむ                             | CD／デジタル・ダウンロード | 「ヴァーチャル：スタァゲイザー」収録                                   |
| 5th | ファントムセンス         | 2021年8月27日 | 作曲 : Kapruit 作詞：日熊小歌 + 名もなき”ファントム”達 歌 : バーチャル美少女ねむ       | デジタル・ダウンロード     | クラウドファンディングで楽曲と360°MVを制作                             |
| 6th | 仮想美少女カタストロフィ | 2021年11月2日 | 作曲 : ぼいどす 作詞 : ニルス/九泉似亜 歌 : バーチャル美少女ねむ                       | デジタル・ダウンロード     |                                                                        |
| 7th | メタバースデイ           | 2022年8月30日 | 作曲 : Kapruit 作詞 : 草羽エル 歌 : バーチャル美少女ねむ                               | デジタル・ダウンロード     | クラウドファンディングで楽曲とMVを制作、秋葉原オノデンMXビジョンで放映 |
| 8th | ディビデュアル           | 2024年8月24日 | 作曲 : Kapruit 作詞 : ニルス/九泉似亜 歌 : バーチャル美少女ねむ                        | デジタル・ダウンロード     |                                                                        |

### アルバム
|              | アルバム名                   | 発売日        | 規格                   | 備考          |
| ------------ | ---------------------------- | ------------- | ---------------------- | ------------- |
| 1st          | ココロコスプレ PERFECT WORLD | 2021年3月6日  | デジタル・ダウンロード | 編曲：Kapruit |
| 2nd          | ファントムセンス USB TYPE-P  | 2021年11月6日 | デジタル・ダウンロード | 編曲：Kapruit |
| 特別アルバム | メタバースデイ・ケーキ       | 2022年11月5日 | デジタル・ダウンロード | 編曲：Kapruit |

### 参加アルバム
|                  | 収録アルバム名               | 収録曲名          | 発売日        | 規格                       | 備考                                                                 |
| ---------------- | ---------------------------- | ----------------- | ------------- | -------------------------- | -------------------------------------------------------------------- |
| カバー           | ココロコスプレ MAGICAL MILIA | ココロコスプレ    | 2020年8月11日 | デジタル・ダウンロード     | 編曲：Milia シンガーソングライター「Milia」によるカバーアルバム      |
| コンピレーション | VIRTUALIC NATION             | キミノキオク      | 2020年8月11日 | デジタル・ダウンロード     | 編曲：Cyber Brigade VTuberによるコンピレーションアルバム             |
| コンピレーション | ヴァーチャル：スタァゲイザー | Virtual Stargazer | 2021年4月19日 | CD／デジタル・ダウンロード | 編曲：Ark-Z バーチャルアーティスト14名によるコンピレーションアルバム |